# أخفى الفرقدين
أخفى الفرقدين أو غاما الدب الأصغر (باللاتينية: Gamma Ursae Minoris اسمه التقليدي Pherkad مشتق من الكلمة العربية "فرقد") هو نجم متغير في  مجموعة الدب الأصغر المتحركة ويشكل مع نجم أنور الفرقدين نهاية حوض كوكبة الدب الأصغر.
يملك قدر ظاهري +3.00 ويبعد حوالي 480 سنة ضوئية عن الأرض وينتمي إلى الفئة الطيفية A3 مما يعني أن درجة حرارة سطحه تتراوح ما بين 7,500 إلى 11,000 كلفن.
لا ينبغي الخلط بينه وبين نجم زيتا الدب الأصغر الذي يسميه الأوروبيون بأخفى الفرقدين (بالإنجليزية: Alifa al Farkadain)‏، وهو غير أخفى الفرقدين المعروف عند العرب قديما.